# Castro Daire
Castro Daire est une municipalité (en portugais : concelho ou município) du Portugal, située dans le district de Viseu et la région Centre.

## Géographie
Castro Daire est limitrophe :
- au nord, de Cinfães, Resende, Lamego et Tarouca,
- à l'est, de Vila Nova de Paiva,
- au sud, de Viseu,
- au sud-ouest, de São Pedro do Sul,
- à l'ouest, d'Arouca.

## Démographie
| 1801  | 1849  | 1900   | 1930   | 1960   | 1981   | 1991   | 2001   | 2004   |
| ----- | ----- | ------ | ------ | ------ | ------ | ------ | ------ | ------ |
| 2 504 | 9 603 | 21 274 | 24 076 | 25 031 | 20 411 | 18 156 | 16 990 | 16 846 |

| 2011   | - | - | - | - | - | - | - | - |
| ------ | - | - | - | - | - | - | - | - |
| 15 339 | - | - | - | - | - | - | - | - |

## Subdivisions
La municipalité de Castro Daire groupe 22 paroisses (freguesia, en portugais) :
- Almofala
- Alva
- Cabril
- Castro Daire
- Cujó
- Ermida
- Ester
- Gafanhão
- Gosende
- Mamouros
- Mezio
- Mões
- Moledo
- Monteiras
- Moura Morta
- Parada de Ester
- Pepim
- Picão
- Pinheiro
- Reriz
- Ribolhos
- São Joaninho